# Ballwitz
Ballwitz ist ein Ortsteil der Gemeinde Holldorf im Landkreis Mecklenburgische Seenplatte in Mecklenburg-Vorpommern.

## Geschichte
Die Grundherren von Dewitz besaßen 1594 zweidrittel der Bauernstellen im Ort. Sie ließen ihre Bauernstellen nach dem fränkischen Haustyp bauen. Auch in Cölpin, das den v. Dewitz gehörte, ist diese Hausform im 16. Jahrhundert für die Schmidtschen Freihufen verwendet worden. Ein Michael Bartelt wird 1548 im Dorf erwähnt, diese Familie, die auch in Cölpin ansässig war stellte den Dorfschulte im Jahre 1626.

## Geografie und Verkehrsanbindung
Ballwitz liegt etwa 7 km südlich von Neubrandenburg und 5 km südwestlich von Burg Stargard entfernt. Westlich vom Ort, der südwestlich des Kernbereichs von Holldorf liegt, verläuft die B 96 und liegt der Tollensesee.

## Sehenswürdigkeiten

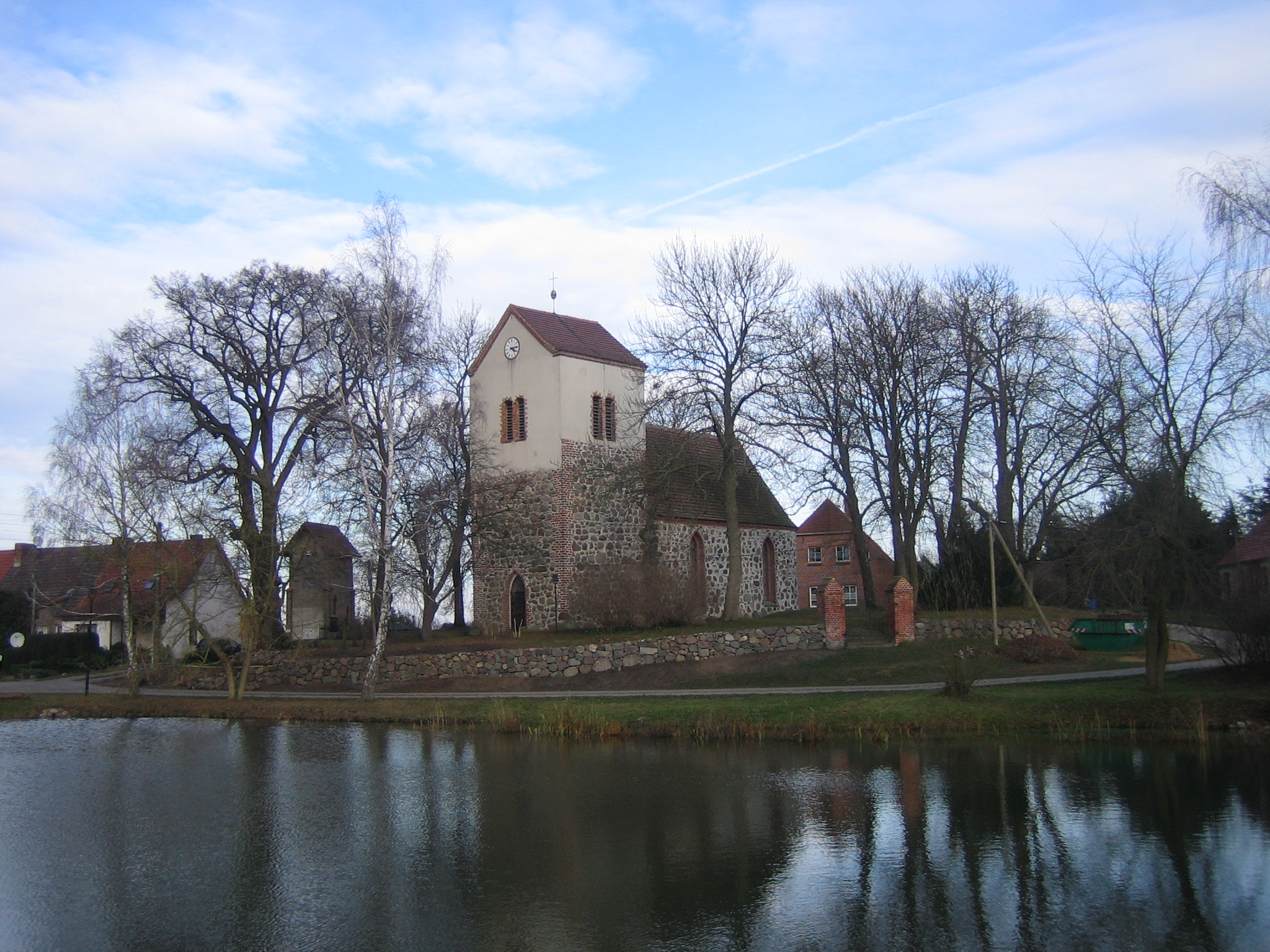
Dorfkirche Ballwitz

Das Dorfensemble Ballwitz mit der Dorfkirche gilt als eines der schönsten Dörfer Mecklenburgs.